# Battaglia del Mar degli Alfuri
La battaglia del Mar degli Alfuri (in lingua indonesiana Pertempuran Laut Aru), detta anche battaglia di Vlakke Hoek (in lingua olandese Slag bij Vlakke Hoek), venne combattuta nelle prime ore del 15 gennaio 1962 nelle acque del Mar degli Alfuri, e vide contrapposte due piccole squadre navali della Marina militare olandese e della Marina militare indonesiana.
Nell'ambito della cosiddetta "operazione Trikora", le forze armate indonesiane iniziarono i preparativi per un'invasione della Nuova Guinea Occidentale, regione che i Paesi Bassi avevano conservato sotto il loro dominio anche dopo la fine del regime coloniale delle Indie orientali olandesi. Nel tentativo di infiltrare un gruppo di sabotatori lungo la costa della Nuova Guinea, la notte del 15 gennaio una formazione di tre motosiluranti indonesiane venne scoperta e attaccata dalle forze aeronavali olandesi: una delle navi indonesiane venne affondata e le altre furono costrette a ritirarsi dopo essere state danneggiate. Tra i caduti degli indonesiani vi fu il vice capo di stato maggiore della Marina, commodoro Yos Sudarso, poi considerato un eroe nazionale dell'Indonesia.

## Antefatti

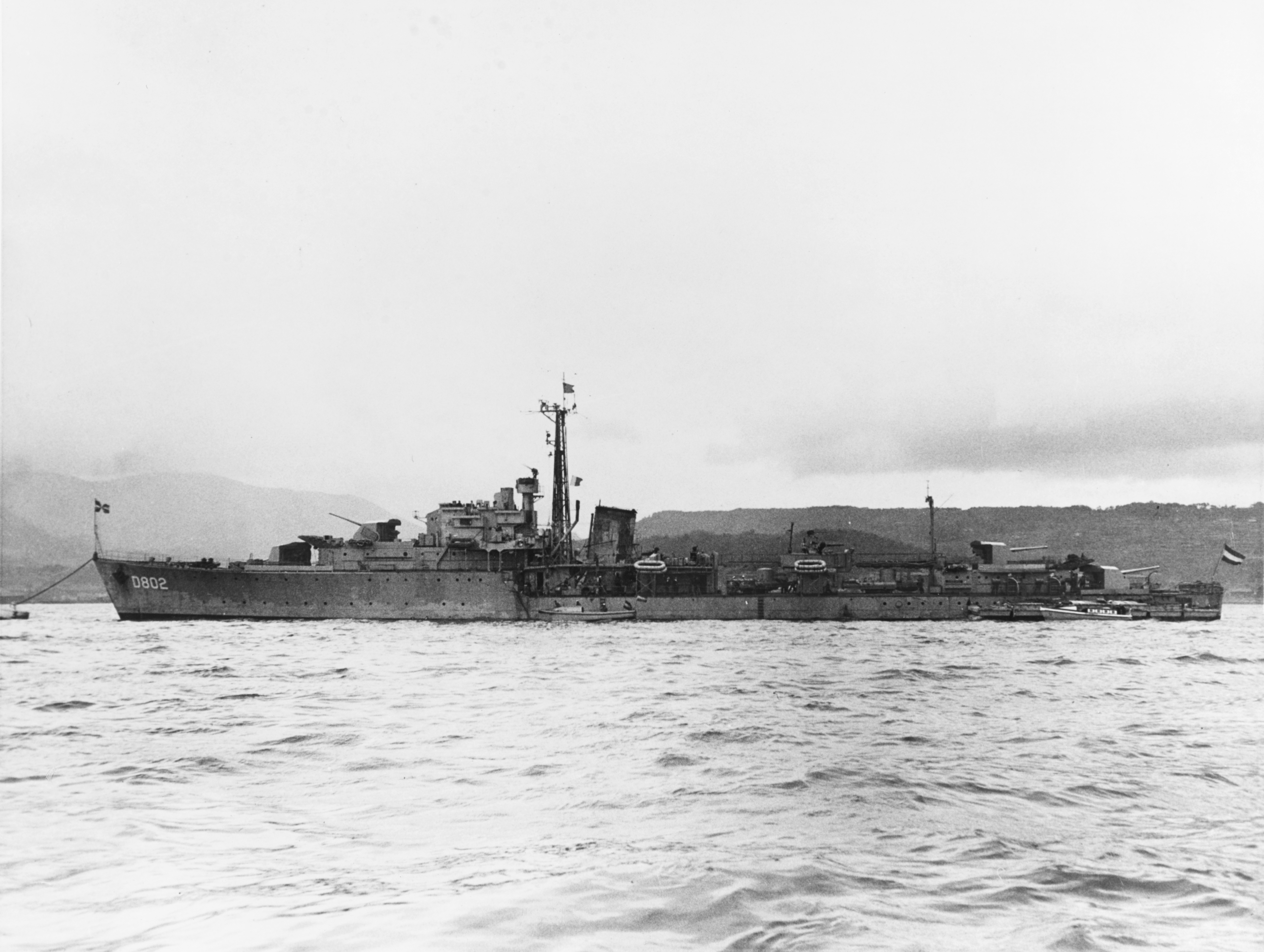
La fregata olandese Evertsen, ex cacciatorpediniere della classe S, in una foto del 1951

Il riconoscimento dell'indipendenza dell'Indonesia da parte dei Paesi Bassi il 27 dicembre 1949, evento conclusivo di un lungo conflitto che aveva contrapposto per anni i due Stati, non sancì del tutto la fine dei contrasti tra i due contendenti. Se infatti gli olandesi trasferirono sotto la sovranità del nuovo governo indonesiano buona parte delle ex Indie orientali olandesi, il territorio della parte più orientale della colonia, la Nuova Guinea Occidentale, venne invece escluso da questo trasferimento e mantenuto sotto il controllo delle autorità olandesi: nelle intenzioni dell'esecutivo di Amsterdam, l'area doveva servire a reinsediare quella parte di popolazione delle Indie olandesi che non voleva sottostare al nuovo governo indipendente e che voleva mantenere dei legami con i Paesi Bassi. Le differenze etniche e culturali peculiari della Nuova Guinea ne giustificavano poi una gestione separata dal resto dell'Indonesia, nonché l'avvio del territorio su un percorso di autodeterminazione gestito dagli olandesi. Il governo indonesiano, tuttavia, non accettò questa separazione e pretese l'integrazione della Nuova Guinea Occidentale nel resto dell'Indonesia: negoziati sulla questione tra indonesiani e olandesi portati avanti negli anni 1950 non approdarono a niente, e nel dicembre 1961 il presidente indonesiano Sukarno ordinò di avviare i preparativi per risolvere la questione con le armi.
Il piano sviluppato dalle forze armate indonesiane, nome in codice "operazione Trikora", prevedeva in una prima fase di inserire nel territorio della Nuova Guinea Occidentale piccoli contingenti di sabotatori e forze speciali, infiltrati con sbarchi anfibi via mare o lanci con il paracadute: questi incursori dovevano condurre una campagna di guerriglia e sabotaggi nell'entroterra della regione, obbligando le forze olandesi ad addentrarsi nell'interno lasciando sguarniti i principali centri abitati posti lungo la costa. In una seconda fase le forze armate indonesiane avrebbero lanciato un'invasione su larga scala delle località chiave sulla costa tramite forze anfibie e aviotrasportate, per poi espandere gradualmente il loro controllo al resto della regione. Le forze armate indonesiane erano state recentemente riequipaggiate con materiale bellico, naviglio e aerei moderni forniti tanto dal blocco occidentale quanto dall'Unione Sovietica, ed erano pronte ad affrontare combattimenti su vasta scala.
I preparativi bellici degli indonesiani non erano tuttavia sfuggiti all'attenzione degli olandesi: all'inizio di gennaio 1962 i servizi di intelligence della Marina olandese segnalarono il trasferimento alle Isole Aru nelle Molucche, l'estremo lembo orientale dell'Indonesia e a pochi chilometri dalle coste della Nuova Guinea Occidentale, di una formazione di tre motosiluranti della Marina indonesiana, moderne unità veloci della classe Jaguar di costruzione tedesca; unitamente alla presenza nelle isole di 150 militari indonesiani appena arrivati con una nave rifornimento, questo fece sospettare agli olandesi che fosse in programma uno sbarco anfibio da qualche parte della costa meridionale della Nuova Guinea, probabilmente nella zona di Kaimana. L'11 gennaio 1962 il comando delle forze olandesi in Nuova Guinea ordinò lo stato di massima allerta per possibili sbarchi indonesiani previsti per il fine settimana del 13 e 14 gennaio seguenti: la guarnigione di Kaimana venne rinforzata e velivoli da pattugliamento marittimo Lockheed P2V Neptune iniziarono a compiere voli di sorveglianza lungo la costa. Al largo della costa venne dislocata una formazione navale comprendente le fregate Hr. Ms. Evertsen ed Hr. Ms. Kortenaer: ai comandanti delle unità venne ordinato in maniera esplicita di aprire il fuoco e affondare le motosiluranti indonesiane che fossero entrare nella loro zona di sorveglianza, e in generale di impedire a qualsiasi costo agli indonesiani di stabilire una testa di ponte in Nuova Guinea onde non compromettere i negoziati ancora in corso tra le due parti.

## La battaglia

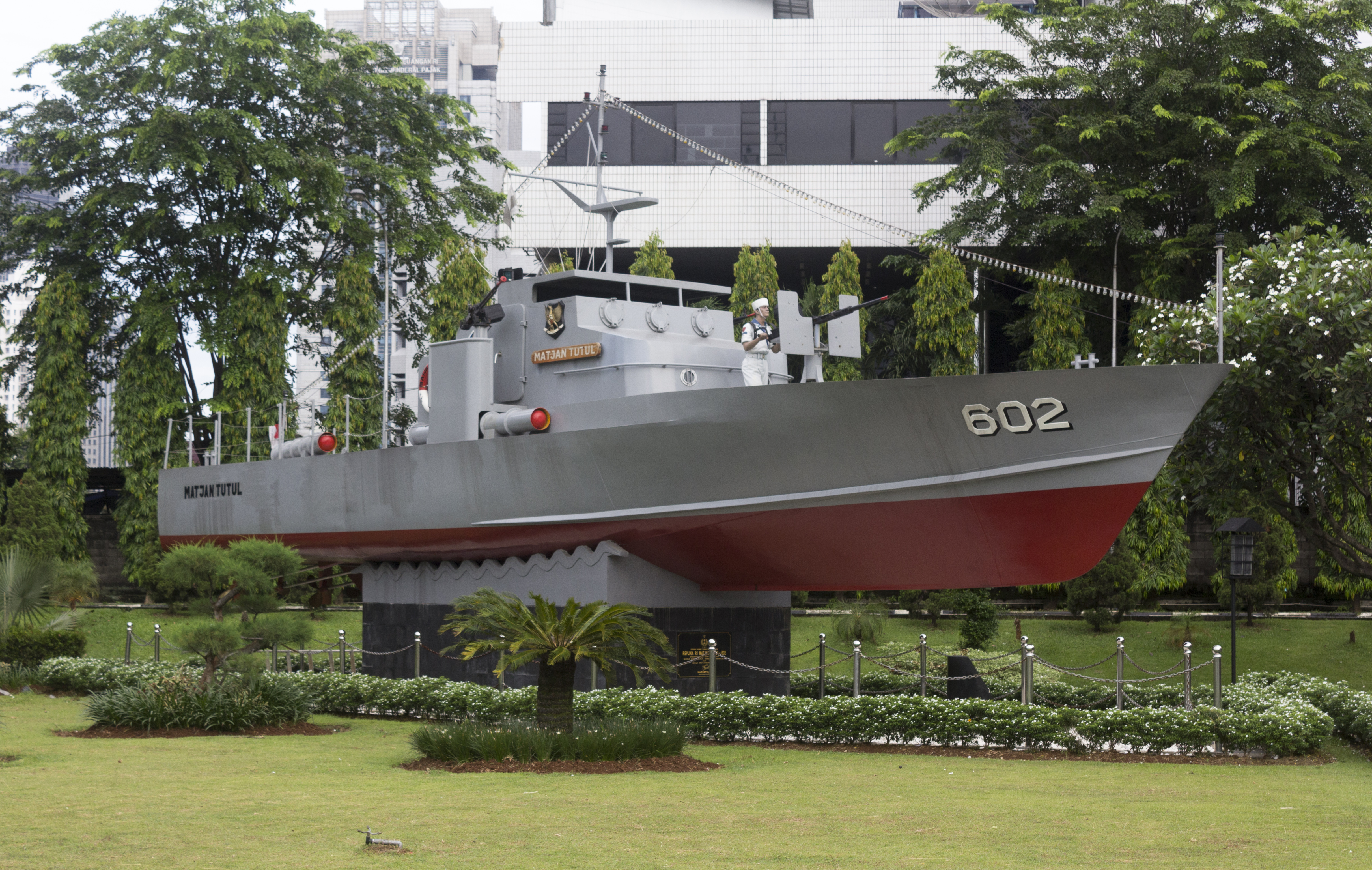
Una replica della motosilurante Matjan Tutul esposta al Museo delle forze armate di Giacarta

La sera del 15 gennaio 1962 le tre motosiluranti indonesiane (Matjan Tutul, Hari Mau e Matjan Kumbang) lasciarono le Isole Aru dirigendo verso la costa della Nuova Guinea; a bordo di ciascuna unità era stata caricata una cinquantina di militari, al punto che le navi avevano dovuto salpare senza imbarcare i siluri che costituivano il loro armamento principale. Il commodoro Yos Sudarso, vice capo di stato maggiore della Marina indonesiana, dirigeva personalmente l'operazione da bordo della Matjan Tutul.
Poco dopo le 21:30 le tre unità furono individuate da un velivolo Neptune olandese mentre procedevano ad alta velocità attraverso le acque del Mar degli Alfuri, una trentina di miglia al largo della Baia di Vlakke Hoek; informato dell'avvistamento il comandante delle forze navali olandesi in Nuova Guinea, contrammiraglio G.J. Platerink, diede immediatamente ordine al velivolo di illuminare le unità indonesiane e di attaccarle. Il Neptune olandese lanciò quindi dei razzi illuminanti e scese in picchiata per aprire il fuoco con le mitragliatrici di bordo, ma queste ultime si incepparono. Mentre il velivolo si apprestava a compiere una seconda picchiata, furono gli indonesiani ad aprire il fuoco contro di lui, danneggiandolo leggermente; secondo resoconti indonesiani, questo incidente fu non voluto: una volta scoperti gli ufficiali indonesiani avevano l'intenzione di interrompere la missione e di ritirarsi navigando verso le acque internazionali, ma un uomo a bordo di una delle motosilurante aveva aperto il fuoco verso l'aereo olandese senza aspettare l'ordine dei suoi superiori.
Voluto o no, l'attacco al Neptune fu il segnale per gli olandesi di aprire il fuoco in maniera indiscriminata. La fregata Evertsen giunse sul posto, avvistò le motosiluranti indonesiane e le bersagliò con i cannoni di bordo: la Matjan Tutul venne centrata alla prima salva e subito prese fuoco, ma continuò a procedere in avanti mentre le altre due unità invertivano la rotta per fuggire; la Evertsen serrò le distanze e diede quindi il colpo di grazia alla Matjan Tutul, finita affondata con la morte di tutti gli ufficiali che erano a bordo compreso il commodoro Sudarso. La fregata olandese si gettò quindi all'inseguimento delle altre due unità, cannoneggiandole da lunga distanza prima che riuscissero ad allontanarsi dal luogo dello scontro: una delle motosiluranti fu raggiunta e danneggiata da un colpo di cannone, mentre l'altra riportò danni allo scafo dopo aver urtato un bassofondo. La Evertsen tornò quindi sul luogo dell'affondamento della Matjan Tutul per prendere a bordo i naufraghi dell'unità: furono soccorsi circa cinquanta indonesiani, molti dei quali feriti. Due dei feriti morirono a bordo della Evertsen durante il trasferimento dei naufraghi a Kaimana, dove furono consegnati alla polizia coloniale.

## Conseguenze
Per effetto del fuso orario, nei Paesi Bassi era ancora il pomeriggio del 15 gennaio quando le prime notizie dello scontro arrivarono la governo olandese. Venne subito convocata una riunione di emergenza del governo per decidere il da farsi: dalla Nuova Guinea il contrammiraglio Platerink chiese il permesso di condurre, la mattina del 16 gennaio, un attacco di rappresaglia contro la base avanzata indonesiana alle Isole Aru, ma la proposta venne respinta dall'esecutivo olandese che non desiderava alzare ulteriormente il livello dello scontro in atto con l'Indonesia. In effetti, il fatto che fossero stati gli indonesiani ad aprire il fuoco per primi dava all'esecutivo di Amsterdam il modo di giustificare pienamente la reazione delle sue forze militari.
Informato della sconfitta, Sukarno andò su tutte le furie e criticò aspramente i vertici militari per come era stata condotta l'azione. Gli olandesi erano in attesa di vedere come il presidente indonesiano avrebbe reagito alla battaglia e, in particolare, se Sukarno avesse deciso di informare della questione il Consiglio di sicurezza delle Nazioni Unite; alla fine, tanto gli indonesiani quanto gli olandesi decisero di non portare i fatti della battaglia all'attenzione delle Nazioni Unite, limitandosi a darne notizia in via informale al segretario generale U Thant.
Questo primo smacco non cambiò i piani indonesiani circa la Nuova Guinea, e per i successivi otto mesi parecchie centinaia di incursori indonesiani vennero sbarcati o paracadutati a piccoli gruppi dietro le linee olandesi. La campagna di guerriglia di questi infiltrati non approdò a nulla di concreto sul piano militare ma, combinata con i preparativi indonesiani per un'invasione su vasta scala, convinse infine gli olandesi dell'inutilità di continuare la lotta per il possesso della Nuova Guinea: grazie alla mediazione degli Stati Uniti d'America, il 15 agosto 1962 indonesiani e olandesi siglarono gli accordi di New York per un progressivo passaggio della Nuova Guinea all'interno dell'Indonesia.